# 欣澳道
欣澳道（英語：Sunny Bay Road）是荃灣區北大嶼山的一條道路，以神奇道及竹篙灣公路的迴旋處為起點，向東南方伸延至欣澳公共運輸交匯處，全長約2.5公里。
欣澳道於2004年12月17日刊憲命名，翌年8月16日與迪士尼樂園渡假區其他道路一同通車。
本路未通車前，來往愉景灣、小蠔灣及港九各地的車輛，須使用翔東路經東涌市中心前往北大嶼山高速公路。自從本路通車以後，來往愉景灣、小蠔灣及港九各地的車輛，可直接使用翔東路經本路前往北大嶼山高速公路，大大縮短來往兩地時間。
只有城巴B5線行走全條欣澳道。